# Johann Gottfried Rademacher
Johann Gottfried Rademacher (født 4. august 1772 i Hamm, død 9. februar 1850 i Goch) var en tysk læge.